# Diatraea saccharalis
Diatraea saccharalis là một loài bướm đêm trong họ Crambidae. Nó có nguồn gốc từ vùng biển Caribbean, Trung Mỹ và vùng ấm áp của Nam Mỹ.
Loài này có sải cánh 18–28 mm với con đực 27–39 mm với con cái.

## Hình ảnh

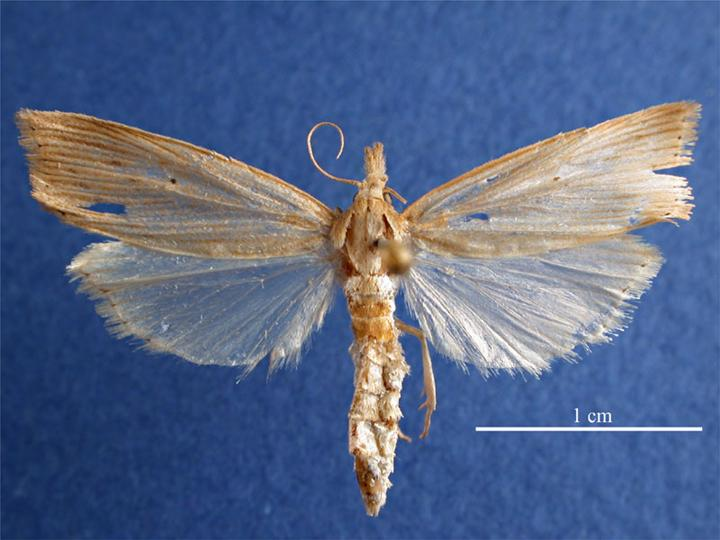
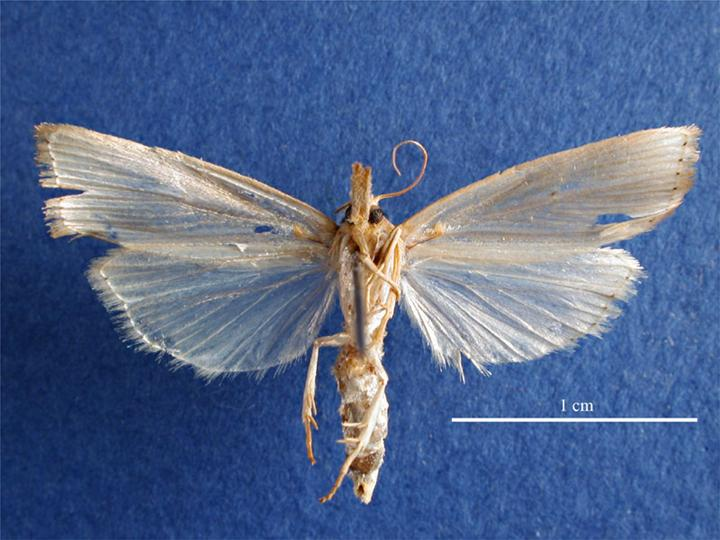
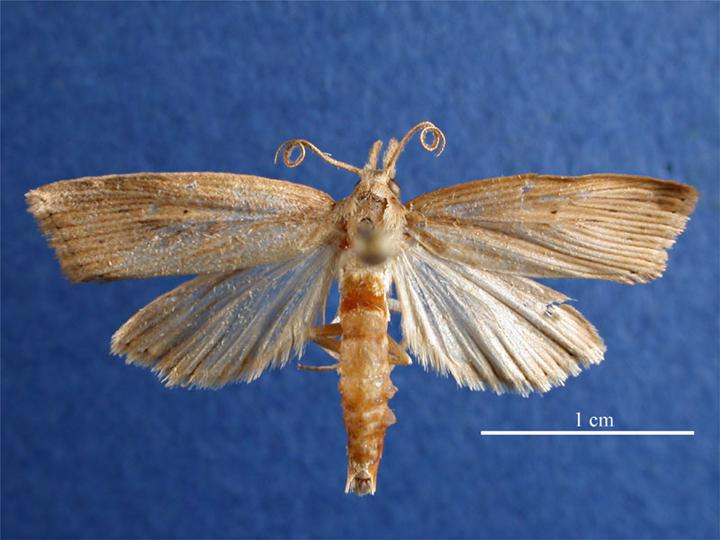
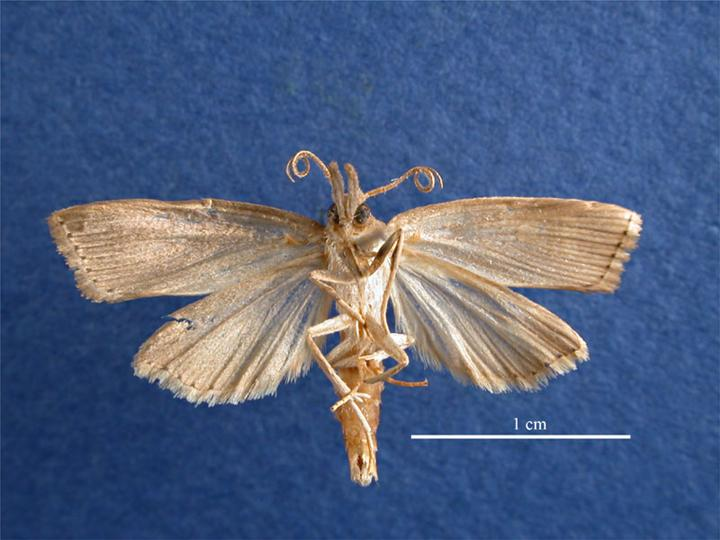